# 21813 Danwinegar
21813 Danwinegar è un asteroide della fascia principale. Scoperto nel 1999, presenta un'orbita caratterizzata da un semiasse maggiore pari a 2,4332906 UA e da un'eccentricità di 0,1616093, inclinata di 2,99480° rispetto all'eclittica.